# Пірімов
Пірі́мов (каз. Пірімов) — село у складі Казалінського району Кизилординської області Казахстану. Адміністративний центр Кумжиєцького сільського округу.
У радянські часи село називалось Леніно.
Населення — 1258 осіб (2021; 1213 у 2009, 1293 у 1999, 1487 у 1989).